# サザン・ウォッチ作戦
サザン・ウォッチ作戦（サザン・ウォッチさくせん、英語: Operation Southern Watch）は、湾岸戦争後の1992年にイラク南部に設けられた飛行禁止空域を監視するアメリカ軍などの多国籍軍が行った軍事作戦である。この作戦は2003年にイラク戦争が勃発するまで行われ、時にはアメリカ軍とイラク軍が交戦する事もあった。

## 概要
湾岸戦争が多国籍軍の勝利となり、イラク軍が弱体化すると、イラク北部ではクルド人勢力が南部ではシーア派勢力が中央政府に対し、武装闘争を行い始めた。イラク政府はそれに対し制圧行動を行ったが、それらは弾圧行動の面があった。これに対し、1991年4月5日に国際連合安全保障理事会は決議688号を出し、イラク政府に弾圧行動の停止と関係各国・国際機関による人道的支援を求めた。アメリカ合衆国はこれを理由に、直ちに北緯36度以北のイラク北部にイラク機の飛行禁止空域を設定し、クルド人を支援した。同様に1992年8月に北緯32度以南も飛行禁止空域に設定し、シーア派勢力を支援している。なお、1996年からは南部の飛行禁止空域は北緯33度以南に拡大された。
サザン・ウォッチ作戦は、このイラク南部の飛行禁止空域を監視し、この飛行禁止措置に違反するものがあれば攻撃するという作戦である。1992年8月27日から作戦は開始された。作戦参加部隊はアメリカ中央軍の指揮下にある南西アジア統合任務部隊 (Joint Task Force Southwest Asia, JTF-SWA) であり、兵力はアメリカ合衆国のほか、イギリス・フランスから提供された。主に戦闘機とその支援部隊によって構成されており、サウジアラビアの基地のほか、航空母艦兵力も参加している。
この作戦による武力衝突はときどき報告される程度だったが、2003年のイラク戦争の開戦にかけて武力衝突が激化した。当時これはイラク防空部隊が活動を活発化させたためだと見られていたが、この活発化は2002年7月から始まっていたイラク戦争準備のためのサザン・フォーカス作戦の間に起こっていたことが知られる。